# مليندا شانكار
مليندا شانكار هي ممثلة كندية، ولدت في 18 فبراير 1992 بأوتاوا في كندا.

## وصلات خارجية
- مليندا شانكار على موقع IMDb (الإنجليزية)
- مليندا شانكار على موقع ألو سيني (الفرنسية)
- مليندا شانكار على موقع أول موفي (الإنجليزية)
- مليندا شانكار على موقع قاعدة بيانات الفيلم (الإنجليزية)
- مليندا شانكار على موقع كينوبويسك (الروسية)